# '71
'71 es una película británica del año 2014. Se trata de un thriller bélico dirigido por Yann Demange con guion de Gregory Burke, y banda sonora del músico irlandés David Holmes.

## Argumento
Se cuenta la historia de un joven soldado del ejército británico, Gary Hook, que es abandonado accidentalmente por su unidad, tras intervenir en un motín en las peligrosas calles de Belfast durante 1971, uno de los años más sangrientos del conflicto irlandés. Al intentar recuperar un arma arrebatada, Hook y otro soldado, Thompson, que va en su ayuda son golpeados por los pobladores, y entonces, un  radicalizado mata al soldado Thompson e intenta hacer lo mismo con Hook, pero este logra evadirse.
El soldado Hook huyendo por las calles de los barrios residenciales de la ciudad se enfrenta solo a una negra realidad, a grupos del IRA Provisional y a la Military Reaction Force (MRF) del ejército británico, así como a la desconfianza y la traición.

## Reparto
| Actor          | Personaje           |
| -------------- | ------------------- |
| Jack O'Connell | Gary Hook           |
| Paul Anderson  | Sgto. Leslie Lewis  |
| Valene Kane    | Orla                |
| Sean Harris    | Cap. Sandy Browning |
| Sam Reid       | Ten. Armitage       |
| Charlie Murphy | Brigid              |
| Richard Dormer | Eamon               |
| Ben Peel       | Ruc Man             |
| Sam Hazeldine  | C.O.                |